# José Antonio Bustamante Donoso
José Antonio Bustamante Donoso (San Fernando, 20 de octubre de 1778 - 19 de agosto de 1850) fue un general y diputado chileno.

## Biografía
Hijo de Francisco Javier Bustamante Salas y Nicolasa Donoso Benavides. Se casó con Josefina Sainz de la Peña y Fernández de las Peñas en 1819.
Inició su carrera militar en 1798 como cabo del Cuerpo de Asamblea de Caballería, que equivale a cadete de la Escuela Militar. Abrazó la causa patriota y en 1811 ascendió a subteniente. 
Participó del Combate de Yerbas Buenas, de la toma de Talcahuano, del sitio de Chillán, la acción de El Roble, Barrancas de Quilacoya y la defensa de Concepción.
Tomado prisionero en las capitulaciones de Lircay, marchó al exilio en Mendoza tras el desastre de Rancagua. Retornó a Chile como parte del Ejército de Los Andes (1817) y tomó parte en las batallas de Chacabuco y Maipú; en esta última comandó los Infantes de la Patria, cuerpo organizado por él mismo en la ciudad de La Serena. Fue ascendido a coronel y nombrado miembro de la Legión al Mérito de Chile.
Después de lograda la independencia de su país, se dedicó un tiempo a la política: ejerció como intendente de la provincia de Coquimbo (1818-1819) y tres años más tarde fue ascendido a general de la Frontera Norte. Fue elegido diputado propietario por Coquimbo en la Convención Preparatoria de 1822 (celebrada del 23 de julio al 30 de octubre), en la que ocupó la vicepresidencia el 23 de septiembre.

## Homenajes
En su homenaje la calle Avenida de las Quintas de Santiago fue rebautizado como avenida General Bustamante. El parque que queda entre esta calle y Ramón Carnicer también lleva su nombre.